# Carlo Emanuele d'Assia-Rheinfels-Rotenburg
Carlo Emanuele d'Assia-Rotenburg (Bad Schwalbach, 5 giugno 1746 – Francoforte sul Meno, 23 marzo 1812) fu langravio d'Assia-Rotenburg dal 1778 al 1812, duca di Ratibor e principe Corvey.

## Biografia
Carlo Emanuele era figlio del Langravio Costantino d'Assia-Rotenburg e di Sofia di Starhemberg.
Entrato nelle schiere dell'esercito austriaco ancora giovane, nel 1771 divenne Colonnello e già dal 26 novembre 1777 venne promosso al grado di Maggiore Generale.
Divenne Feldmaresciallo Luogotenente il 15 dicembre 1789.

## Matrimonio e figli
Nel 1771, Carlo Emanuele sposò Leopoldina di Liechtenstein (1754-1823), figlia del Principe Francesco Giuseppe I di Liechtenstein.
Dal loro matrimonio nacquero due figli:
- Vittorio Amedeo, Langravio d'Assia-Rotenburg;
- Clotilde (1787-1869), nel 1811 sposò il Principe Carlo Augusto di Hohenlohe-Bartenstein (1788-1844).

Carlo Emanuele ebbe anche un figlio illegittimo da Lucie Juliane Struve (n. 1769), figlia di Johann Conrad Struve:
- Ernst von Blumenstein (11 febbraio 1796 - 25 agosto 1875).

Gli unici discendenti di Carlo Emanuele provengono dalla sua linea illegittima.

## Ascendenza
|                                                   |                               |                                                     | Genitori                                            |  |  | Nonni |  |  | Bisnonni                    |  |  | Trisnonni                 |  |
|                                                   |                               |                                                     |                                                     |  |  |       |  |  | Guglielmo d'Assia-Rotenburg |  |  | Ernesto d'Assia-Rheinfels |  |
|                                                   |                               |                                                     |                                                     |  |  |       |  |  | Guglielmo d'Assia-Rotenburg |  |  | Ernesto d'Assia-Rheinfels |  |
|                                                   |                               | Maria Eleonora di Solms-Hohensolms                  |                                                     |  |  |       |  |  | Guglielmo d'Assia-Rotenburg |  |  |                           |  |
| Ernesto Leopoldo d'Assia-Rotenburg                |                               |                                                     |                                                     |  |  |       |  |  | Guglielmo d'Assia-Rotenburg |  |  |                           |  |
|                                                   |                               | Maria Anna di Löwenstein-Wertheim-Rochefort         | Massimiliano Carlo di Löwenstein-Wertheim-Rochefort |  |  |       |  |  |                             |  |  |                           |  |
|                                                   |                               | Maria Anna di Löwenstein-Wertheim-Rochefort         | Massimiliano Carlo di Löwenstein-Wertheim-Rochefort |  |  |       |  |  |                             |  |  |                           |  |
|                                                   |                               | Maria Anna di Löwenstein-Wertheim-Rochefort         | Maria Polissena Khuen zu Lichtenberg                |  |  |       |  |  |                             |  |  |                           |  |
| Costantino d'Assia-Rotenburg                      |                               | Maria Anna di Löwenstein-Wertheim-Rochefort         |                                                     |  |  |       |  |  |                             |  |  |                           |  |
|                                                   |                               | Massimiliano Carlo di Löwenstein-Wertheim-Rochefort | Ferdinando Carlo di Löwenstein-Wertheim-Rochefort   |  |  |       |  |  |                             |  |  |                           |  |
|                                                   |                               | Massimiliano Carlo di Löwenstein-Wertheim-Rochefort | Ferdinando Carlo di Löwenstein-Wertheim-Rochefort   |  |  |       |  |  |                             |  |  |                           |  |
|                                                   |                               | Massimiliano Carlo di Löwenstein-Wertheim-Rochefort | Anna Maria di Fürstenberg                           |  |  |       |  |  |                             |  |  |                           |  |
| Eleonora Maria di Löwenstein-Wertheim-Rochefort   |                               | Massimiliano Carlo di Löwenstein-Wertheim-Rochefort |                                                     |  |  |       |  |  |                             |  |  |                           |  |
|                                                   |                               | Maria Polissena Khuen von Lichtenberg und Belasi    | Mathias Khuen von Lichtenberg und Belasi            |  |  |       |  |  |                             |  |  |                           |  |
|                                                   |                               | Maria Polissena Khuen von Lichtenberg und Belasi    | Mathias Khuen von Lichtenberg und Belasi            |  |  |       |  |  |                             |  |  |                           |  |
|                                                   |                               | Maria Polissena Khuen von Lichtenberg und Belasi    | Anna Susanna Khuen von Belasi                       |  |  |       |  |  |                             |  |  |                           |  |
| Carlo Emanuele d'Assia-Rotenburg                  |                               | Maria Polissena Khuen von Lichtenberg und Belasi    |                                                     |  |  |       |  |  |                             |  |  |                           |  |
|                                                   | Franz Ottokar von Starhemberg | Konrad Balthazar von Starhemberg                    |                                                     |  |  |       |  |  |                             |  |  |                           |  |
|                                                   | Franz Ottokar von Starhemberg | Konrad Balthazar von Starhemberg                    |                                                     |  |  |       |  |  |                             |  |  |                           |  |
|                                                   | Franz Ottokar von Starhemberg | Francesca Caterina Cavriani                         |                                                     |  |  |       |  |  |                             |  |  |                           |  |
| Conrad Sigismund von Starhemberg                  | Franz Ottokar von Starhemberg |                                                     |                                                     |  |  |       |  |  |                             |  |  |                           |  |
|                                                   |                               | Clara Cäcilia von Rindsmaul                         | Johann Otto von Rindsmaul                           |  |  |       |  |  |                             |  |  |                           |  |
|                                                   |                               | Clara Cäcilia von Rindsmaul                         | Johann Otto von Rindsmaul                           |  |  |       |  |  |                             |  |  |                           |  |
|                                                   |                               | Clara Cäcilia von Rindsmaul                         | Eleonora von Dietrichstein                          |  |  |       |  |  |                             |  |  |                           |  |
| Sophia von Starhemberg                            |                               | Clara Cäcilia von Rindsmaul                         |                                                     |  |  |       |  |  |                             |  |  |                           |  |
|                                                   |                               | Massimiliano Carlo di Löwenstein-Wertheim-Rochefort | Ferdinando Carlo di Löwenstein-Wertheim-Rochefort   |  |  |       |  |  |                             |  |  |                           |  |
|                                                   |                               | Massimiliano Carlo di Löwenstein-Wertheim-Rochefort | Ferdinando Carlo di Löwenstein-Wertheim-Rochefort   |  |  |       |  |  |                             |  |  |                           |  |
|                                                   |                               | Massimiliano Carlo di Löwenstein-Wertheim-Rochefort | Anna Maria von Fürstenberg                          |  |  |       |  |  |                             |  |  |                           |  |
| Maria Leopoldina di Löwenstein-Wertheim-Rochefort |                               | Massimiliano Carlo di Löwenstein-Wertheim-Rochefort |                                                     |  |  |       |  |  |                             |  |  |                           |  |
|                                                   |                               | Maria Polissena Khuen von Lichtenberg und Belasi    | Mathias Khuen von Lichtenberg und Belasi            |  |  |       |  |  |                             |  |  |                           |  |
|                                                   |                               | Maria Polissena Khuen von Lichtenberg und Belasi    | Mathias Khuen von Lichtenberg und Belasi            |  |  |       |  |  |                             |  |  |                           |  |
|                                                   |                               | Maria Polissena Khuen von Lichtenberg und Belasi    | Anna Susanna Khuen von Belasi                       |  |  |       |  |  |                             |  |  |                           |  |
|                                                   |                               | Maria Polissena Khuen von Lichtenberg und Belasi    |                                                     |  |  |       |  |  |                             |  |  |                           |  |